# Ministero dell'interno (Albania)
Il Ministero dell'interno (in albanese Ministria e Brendshme) è un dicastero del governo albanese, responsabile dell'ordine pubblico e della pubblica sicurezza dell'Albania. Da questo ministero dipende anche la Polizia di Stato.
Il ministro in carica è Ervin Hoxha dal 30 luglio 2024.

## Storia
Dal momento dell'indipendenza, il Ministero degli interni è stato riorganizzato e ha cambiato nome più volte. Questo elenco riflette le modifiche apportate in anni nella sua storia pluralista dal 1992 come istituzione:
- Ministero dell'ordine pubblico (Ministria e Rendit Publik) dal 1992 al 1996
- Ministero dell'interno (Ministria e Brendëshme) dal 1996 al 1998
- Ministero dell'ordine pubblico (Ministria e Rendit Publik) dal 1998 al 2005
- Ministero dell'interno (Ministria e Brendëshme) dal 2005 al 2013
- Ministero degli affari interni (Ministria e Punëve të Brendëshme) dal 2013 al 2017
- Ministero dell'interno (Ministria e Brendshme) dal 2017

## Istituzioni subordinate
- Polizia di Stato
- Guardia della Repubblica
- Servizio Affari Interni e Reclami (SHÇBA)
- Ispettorato nazionale della difesa territoriale (IKMT)
- Agenzia per il supporto dell'autonomia locale
- Centro per i permessi del Ministero (Durazzo)
- Centro per i servizi e la gestione dei mezzi di trasporto
- Centro nazionale di accoglienza per i richiedenti asilo
- Agenzia per l'inventario e il trasferimento delle proprietà pubbliche
- Direzione generale dello stato civile
- Direzione della documentazione e delle procedure (DPGJC)
- Direzione dei sistemi informativi (DPGJC)
- Direzione generale delle politiche di ordine pubblico, sicurezza e affari interni
- Direzione dei programmi e dell'attuazione delle priorità
- Direzione delle politiche e strategie per l'ordine e la sicurezza pubblica
- Direzione della concezione e fattibilità dei progetti
- Direzione degli affari locali e delle funzioni delegate
- Direzione generale di regolamentazione e conformità per l'ordine pubblico e la sicurezza
- Direzione della programmazione, normalizzazione e armonizzazione del quadro normativo
- Direzione per l'integrazione, il coordinamento, gli accordi e l'assistenza
- Direzione dell'asilo e della cittadinanza
- Direzione della lotta contro la tratta e la migrazione
- Direzione generale dei servizi economici e di supporto
- Direzione del bilancio e della gestione finanziaria
- Direzione della buona gestione delle risorse umane, delle attività e dei servizi
- Direzione degli archivi di sistema
- Direzione degli audit
- Agenzia di ricollocamento degli acquisti
- Direzione dello sviluppo degli appalti
- Direzione tecnica
- Direzione degli standard e del monitoraggio della qualità
- Direzione per la revisione dei reclami relativi agli acquisti raccolti